# Colus barbarinus
Colus barbarinus är en snäckart som beskrevs av Dall 1919. Colus barbarinus ingår i släktet Colus och familjen valthornssnäckor. Inga underarter finns listade i Catalogue of Life.